# Тройло, Анибаль
Анибаль Кармело Тройло (исп. Aníbal Carmelo Troilo; 11 июля 1914 года — 18 мая 1975 года, Буэнос-Айрес) — аргентинский музыкант, композитор, дирижёр танго-оркестра.

## Биография
Анибал Тройло (Aníbal Troilo) родился в Буэнос Айресе (Кабрера, 2937, район Абасто) 11 июля 1914 года и умер в этом же городе 19 мая 1975 года. Его прозвище Пичуко (Pichuco) сопровождало его с детства и, возможно, произошло от неаполитанского “picciuso”, что значит «плакса».
Его первым и единственным учителем игры на бандонеоне был Хуан Амендоларо. Помимо него у Анибала было три «идола»: Педро Маффиа, Педро Лауренц и Сириако Ортис. Обладая скудными теоретическими знаниями, но безусловной гениальностью, он играл, почти с детства, в оркестре Эдуардо Ферро и, позднее, в секстете, с которым легендарный Хуан Мальо (Пачо, Pacho) выступал в кафе «Херминаль». Играл также в составе секстета Эльвино Вардаро и Освальдо Пульезе. Позднее – в небольших оркестрах Сириако Ортис и Хулио де Каро. Также Тройло появляется в картине «Три мальчишки» (Los tres berretines, 1933) вместе с Хосе Мария Ридзути и Висенте Тальякозо. Играл с Хуаном Карлосом Кобианом, а также в различных более или менее краткосрочных составах вплоть до момента, когда в 1937 году, в возрасте 23 лет, образовал свой собственный оркестр, с которым выступил на радио «Эль Мундо» и в кабаре «Марабу́». Во главе своего оркестра оставался вплоть до своей внезапной смерти.
Оркестр Тройло гармонично сочетал в своём исполнении музыки танго музыкальность, вокал и «танцевабельность». А сам Пичуко был одним из наиболее совершенных и наполненных исполнителей танго всех времён. Он регулярно играл на своём инструменте вплоть до дня  своей смерти, собрал в составе своего оркестра лучших музыкантов и аранжировщиков, обладавших прекрасным вкусом тангеро, а также уникальными техническими навыками. Также он внёс вклад в то, что вокал стал неотъемлемой и самоценной частью танго композиций. До этого певцы не исполняли песни под музыку танго, а лишь привносили немного голоса в инструментальные композиции.
Звук мехов его инструмента, отрывистый как никакой другой, прекрасно заменял собой самую лучшую дирижёрскую палочку.  И к этому следует добавить огромное количество композиций, рождённых его вдохновением, всегда при свете свечи, в число которых входят Responso и Milonga triste, а также Barrio de tango, Sur, La última curda, Garúa, Che, bandoneón, María, Pa que bailen los muchachos и многие другие.
Исполненные Тройло в разное время и в разных составах произведения покрывают собой более трёх десятилетий, которые включают в себя эпоху гвардии 40-х, кризис танго 60-х и становление эры Пьяцоллы. В течение этого времени, вплоть до своей смерти, Пичуко был человеком наиболее любимым и наименее критикуемым в Буэнос Айресе.
Его оркестр был одним из самых популярных среди социальных танцоров в эпоху золотого века танго (1940—1955), но к концу 1950-х годов он изменился до концертного звучания. Оркестр Тройло известен своим большим составом, а также записями с множеством вокалистом, такими как Франсиско Фиорентино, Альберто Марино, Флореаль Руис, Роберто Гойенече, Рауль Берон и Эдмундо Риверо. Ритмические инструменты и записи с вокалистом Франсиско Фиорентино с 1940 по 1941 год являются любимыми записями для публичных танцев на современных милонгах.

## Музыкальные произведения
Самые известные музыкальные произведения
- Toda mi vida (текст Jose Maria Contursi) (1941)
- Con toda la voz que tengo (1941)
- Total pa’ qué sirvo (1941)
- Barrio de tango (текст Homero Manzi) (1942)
- Pa’ que bailen los muchachos (текст Enrique Cadicamo) (1942)
- Acordándome de vos (1942)
- Valsecito amigo (1942)
- Garúa (текст  Enrique Cadicamo) (1943)
- Media noche (текст Hector Gagliardi (1944)
- Naipe (1944)
- Garras (1945)
- María (текст Cátulo Castillo) (1945)
- Tres y dos (1946)
- Con mi perro (1946)
- Mi tango triste (1946)
- Romance de barrio (1947)
- Sur (текст Homero Manzi) (1948)
- Che, bandoneón (текст Homero Manzi) (1950)
- La trampera (1951)
- Discepolín (текст Homero Manzi) (1951)
- Responso (посвящена его ближайшему другу, поэту Homero Manzi) (1951)
- A Pedro Maffia (совместно с гитаристом Roberto Grela) (1953)
- Vuelve la serenata (1953)
- Una canción (текст Cátulo Castillo) (1953)
- Patio mío (1953)
- Milonga del mayoral (1953)
- La cantina (1954)
- A la guardia nueva (1955)
- La última curda (текст Cátulo Castillo) (1956)
- Te llaman Malevo (текст Homero Aldo Exposito) (1957)
- A Homero (текст Cátulo Castillo) (1961)
- ¿Y a mí qué? (1962)
- Desencuentro (1962)
- Coplas (1962)
- Yo soy del treinta (текст Hector Mendez) (1964)
- Milonguero triste (1965)
- Dale tango (1966)
- Nocturno a mi barrio (1969)
- Milonga de La Parda (1969)
- El último farol (1969)
- Fechoría (1970)
- Una canción (1971)
- La patraña (1972)
- Tu penúltimo tango (1975)

## Дискография[8]

### Aníbal Troilo y su Orquesta Típica
78 rpm
- Yuyo verde / Garras (1946)
- Yo soy el tango / Mano brava (1949)
- Tú / Y volveremos a querernos (1950)

LP
- Pichuco y sus cantores (1959)
- Con toda la voz que tengo (with Francisco Fiorentino) (1959)
- Cuando tallan los recuerdos (with Alberto Marino) (1959)
- Tristezas de la calle Corrientes (1959)
- Haunting! The Authentic Argentine Tango (1959)
- Tango recio (with Edmundo Rivero) (1963)
- Café de los Angelitos (with Alberto Marino) (1964)
- Aníbal Troilo - Floreal Ruiz (with Floreal Ruiz) (1964)
- El bulín de la calle Ayacucho (1964)
- Bien milonga (1965)
- Aníbal Troilo - Floreal Ruiz (with Floreal Ruiz) (1965)
- Pichuco sin palabras (1965)
- Troilo - Marino (vol. 3) (with Alberto Marino) (1965)
- Soy un porteño (1966)
- Aníbal Troilo y Roberto Grela (with Roberto Grela) (1966)
- La historia de Aníbal Troilo (vol. 1-3) (1966)
- Otra vez Pichuco 1966)
- Homenaje a Fiorentino (1966)
- Troilo for export (1966)
- Milongueando en el ’40 (1966)
- Tangos de hoy y de siempre (with Osvaldo Pugliese) (1966)
- Troilo - Rivero (with Edmundo Rivero) (1966)
- Lo mejor de Aníbal Troilo (1967)
- Aníbal Troilo for export (vol. 2) (1967)
- Pichuco sin palabras (vol. 2) (1967)
- Ni más ni menos (1968)
- Nuestro Buenos Aires (1968)
- Nocturno a mi barrio (1969)
- El Polaco y yo (with Roberto Goyeneche) (1969)
- Che Buenos Aires (1969)
- Las grandes estaciones de Aníbal Troilo (1969)
- For export (vol. 3) (1970)
- ¿Te acordás... Polaco? (1970)
- A mí me llaman Juan Tango (with Juan D'Arienzo) (1970)
- Tango en Caño 14 (with Atilio Stampone and Roberto Goyeneche) (1972)
- Para vos, Homero (1972)
- De vuelta a Salta (with Dino Saluzzi) (1973)
- Pichuco y sus cantores (1973)
- Raúl Berón y la orquesta de Aníbal Troilo (withRaúl Berón) (1973)
- Quejas de bandoneón (1974)
- Bandoneón tierra adentro (1975)
- Tiempo de Aníbal Troilo (1975)
- Ayer, hoy y siempre (1975)
- Recordando a Aníbal Troilo y su orquesta (1975)
- Latitud de Buenos Aires (1975)
- Bandoneón mayor de Buenos Aires (1975)
- Bandoneón mayor de Buenos Aires (vol. 2) (1975)
- Discepolín (1975)
- Troilo en stéreo (1975)
- El conventillo (1977)
- Recuerdos de bohemia (con el cantor Alberto Marino) (1978)
- Troilo en el ’40 (1979)
- Tango fran Argentina (1983)

CD
- El inmortal Pichuco (1989)
- Del tiempo guapo (with Francisco Fiorentino) (1994)
- Cuando tallan los recuerdos (with Alberto Marino) (1994)
- Romance de barrio (with Floreal Ruiz) (1994)
- Sur (with Edmundo Rivero) (1994)
- Medianoche (with Jorge Casal and Raúl Berón) (1994)
- Quejas de bandoneón (1994)
- 40 grandes éxitos (1999)

### Dúo Troilo-Grela

#### LP
- Esto es tango! (1963)